# خالد القحطاني (لاعب كرة قدم كويتي)
خالد علي ناصر القحطاني، لاعب كرة قدم كويتي ولد في 16 فبراير 1985. كان يلعب مع نادي الساحل الكويتي ونادي القادسية. يلعب حاليًا مع نادي الكويت.